# Herminium monorchis
Herminium monorchis es una especie de orquídea terrestre perteneciente a la familia Orchidaceae nativa de Europa y Asia.

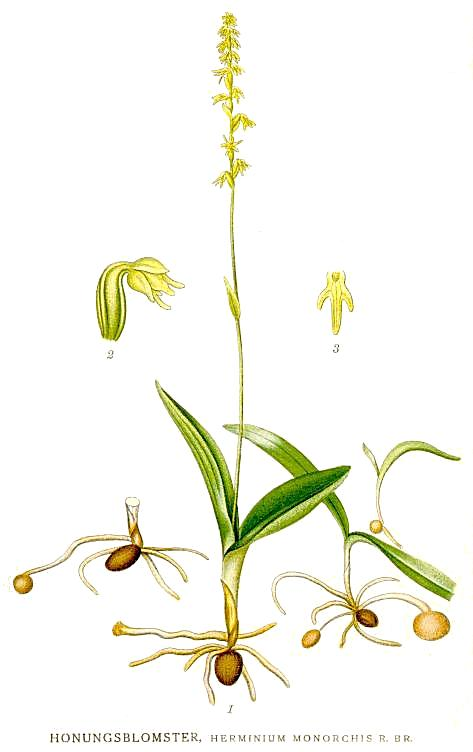
Ilustración.

## Hábitat
Se encuentra en dunas, pantanos, en las llanuras, praderas y en colinas y montañas a elevaciones de hasta 2400 m s. n. m.

## Descripción
Es una orquídea diminuta de tamaño, que prefiere clima frío a fresco. Son orquídeas terrestres con un tubérculo elipsoide a globoso que da lugar a un tallo erecto con brácteas linear-lanceoladas, acuminadas en la mitad inferior y de 2 a 3 hojas, en estrecha colaboración, oblongo-lanceoladas, agudas que florece en una erecta inflorescencia terminal, en racimo de 20 cm de largo, tiene varias inflorescencias con muchas flores fragantes [olor a almizcle] con todas las flores en la misma dirección y que se producen en la primavera y el verano.

## Nombre común
- Español:
- Alemán: Einknollige Honigorchis
- Estonio: Harilik muguljuur
- Inglés: Musk Orchid
- Francés:: Orchis à un bulbe
- Hornjoserbsce: Wšědna jednomudka
- Lituano: Viengumbis medauninkas
- Holandés: Honingorchis
- Noruego: Honningblomst
- Polaco: Miodokwiat krzyżowy
- Finlandés: Mesikämmekkä

## Sinonimia
- Ophrys monorchis L. (1753) (Basionymum)
- Orchis monorchis (L.) Crantz (1769)
- Epipactis monorchis (L.) F.W. Schmidt (1795)
- Arachnites monorchis (L.) Hoffm. (1804)
- Satyrium monorchis (L.) Pers. (1807)
- Orchis herminium Gren. (1855)
- Ophrys herminium Gren. (1855)
- Herminium clandestinum Gren. & Godr. (1855)
- Herminium alaschanicum var. tanguticum Maxim. (1887)
- Ophrys triorchis St.-Lag. (1889)
- Monorchis herminium O. Schwarz (1949)[2]